# Morton L. Curtis
Morton Landers Curtis (11 novembre 1921 - 4 février 1989)  est un mathématicien américain, un expert en théorie des groupes et le Professeur "WL Moody, Jr." de mathématiques à l'Université Rice.

## Biographie
Né au Texas, Curtis obtient un baccalauréat en 1948 à l'Université A&M du Texas et son doctorat en 1951 à l'Université du Michigan sous la direction de Raymond Louis Wilder. Par la suite, il enseigne les mathématiques à l'Université d'État de Floride avant de rejoindre Rice. Chez Rice, il est le directeur de thèse du célèbre mathématicien John Morgan.
Curtis est, avec James J. Andrews, l'homonyme de la conjecture d'Andrews-Curtis concernant les transformations de Nielsen des présentations de groupe équilibrées. Andrews et Curtis formulent la conjecture dans un article de 1965 et il reste ouvert. Avec Gustav Arnold Hedlund et Roger Lyndon, il prouve le théorème de Curtis-Hedlund-Lyndon caractérisant les automates cellulaires comme étant définis par des fonctions équivariantes continues sur un espace de décalage.
Curtis est l'auteur de deux livres, Matrix Groups (Springer-Verlag, 1979) et Abstract Linear Algebra (Springer-Verlag, 1990).